# E. Howard Hunt
Everette Howard Hunt, Jr. (9. oktober 1918 – 23. januar 2007) var en amerikansk forfatter og spion. Han arbejdede for CIA og senere for Det Hvide Hus under præsiden Richard Nixon. Hunt var sammen med blandt andet G. Gordon Liddy en del af et såkaldt "blikkenslagerteam", der i det skjulte skulle lukke huller, når der var udsigt til, at information, der kunne kompromittere Nixon-regeringen, kunne slippe ud til offentligheden.
Således var det Hunt og Liddy, der brød ind i Watergate-bygningen, hvilket senere skulle udvikle sig til Watergate-skandalen, der til slut fældede Nixon. Hunt blev dømt for indbrud, sammensværgelse og aflytning og blev idømt 33 måneders fængsel.
Tidligere havde Hunt været med i 2. verdenskrig, og både herunder samt senere skrev han en række romaner, såvel under eget navn som under en række pseudonymer. I 1949 kom han ind i CIA, hvor han blandt andet bidrog til planlægningen af fjernelsen af Jacobo Arbenz, Guatemalas folkevalgte præsident, fra posten. Desuden var han med til at organisere en provisorisk regering til Cuba i forbindelse med en forventet invasion fra USA. John F. Kennedys manglende vilje til at fjerne Fidel Castro-regeringen, gjorde Hunt meget bitter, og han forlod CIA i 1970. Herefter blev han en del af ovennævnte blikkenslagerteam i Det Hvide Hus. 
Hunts kone blev dræbt ved et flystyrt i Chicago i slutningen af 1972, og i vraget fandt man i hendes håndtaske over 10.000 $, som kunne stamme fra Watergate-sagen. Hunt blev idømt fængselstraffen, som han udstod bitter over, at Nixon gik fri (i første omgang). I 1981 vandt Hunt en sag om æreskrænkelse mod en politisk organisation, der i en avisartikel havde beskyldt ham for at være involveret i sammensværgelsen, der stod bag mordet på Kennedy. Da sagen blev appelleret, tabte han dog sagen, og han endte med at gå fallit.
På sit dødleje i 2007, afslørede Hunt på en lydoptagelse til sin søn Saint John og til omverdenen, at der havde været en sammensværgelse om at myrde John F. Kennedy, og at denne angiveligt havde været planlagt med vicepræsident Lyndon Johnson som en af hovedmændene. 